# الاتسیناینی ایلامارینا
الاتسیناینی ایلامارینا (به لاتین: Alatsinainy Ialamarina) یک سکونتگاه مسکونی در ماداگاسکار است که در هائوته ماتسیاترا واقع شده‌است.

## خصوصیات
الاتسیناینی ایلامارینا ۱۸٬۰۰۰ نفر جمعیت دارد و ۱٬۱۱۶ متر بالاتر از سطح دریا واقع شده‌است.